# Imre Steindl
Imrich Steindl (29. října 1839, Budapešť – 31. srpna 1902, Budapešť) byl maďarský architekt, restaurátor a vysokoškolský pedagog. Proslavil se hlavně svojí neogotickou tvorbou, jejíž stopy jsou výrazné i na Slovensku. Jeho nejznámějším dílem je Budova Maďarského parlamentu.

## Biografie

### Studia a práce
Základní a střední školu dokončil v Pešti a technickou univerzitu v Budíně. Jako dvacetiletý začal svá studia na Akademii výtvarných umění ve Vídni, aby poznal i uměleckou stránku architektury. Byl velice nadaný a usilovný, o těchto jeho osobních vlastnostech svědčí i jeho kresby a skici. Následující rok mu byla nabídnuta práce odborného asistenta na budapešťské technické univerzitě. Nabídku přijal, ale o dva roky později se vrátil ke svým studiím na Akademii výtvarných umění ve Vídni, kde jeho učiteli byli Eduard van der Nüll, August Sicard von Sicardsburg, Rosner a Friedrich von Schmidt. Dějiny architektury sa učil u Rudolfa Eitelbergera. Vlastní houževnatost, usilovnost a vzdělanost jej brzy zařadila mezi přední studenty akademie. Za navrhování obytných budov obdržel diplom a za návrhy veřejných a památkových budov získal Fügerovu cenu akademie. Díky výbornému prospěchu na studiích v roce 1867 jej na konci semestru osvobodili od povinných zkoušek. Jeho nejvýznamnější prací na akademii se stal návrh neogotického letohrádku.

### Pedagogická činnost
Od roku 1869 působil na budapešťské technické univerzitě, od roku 1870 už jako profesor ústavu konstrukcí a dějin. Jako profesor (příklad si vzal od svého učitele Schmidta) se snažil se svými studenty prochodit celé Uhersko a nakreslit všechny památky. Takto vzniklo více než 500 kreseb. Jeho profesorským působením se započalo jeho tvůrčí období.

## Tvorba

### Raná tvorba
Mezi jeho první díla patří plán radnice v Aradu. Jeho projekt berlínského parlamentu získal uznání. Zajímaly jej i plány veterinární univerzity v Budapešti. Navrhl vícero kreseb, na základě kterých v letech 1880–1882 tuto školu skutečně postavili. V roce 1868 zhotovil plány justičního paláce v Pešti ve stylu německé renesance a taktéž v gotice. Jeho proporce jsou šlechetné, ornamenty jednoduché a vždy přiměřené k navrhované budově.

### Restaurátorské práce
Patřil také mezi přední restaurátory památek. V roce 1870 převzal vedení restaurátorských prací na hradě Vajda Hunyad, ale kvůli nedostatku financí byly práce zastaveny. V roce 1876 restauroval františkánský kostel v Segedíně, v letech 1878–1880 kostel v Mariasdorfu v gotickém stylu a později i košický Dóm svaté Alžběty.
Na poslední uvedené stavbě pracoval více než dvacet let. Zpracoval návrh dostavby v novogotickém stylu, který počítal s dostavbou obou věží katedrály, což z finančních důvodů nakonec nebylo realizováno. Došlo však k podstatnému zásahu do interiéru chrámu, kde původní hvězdicové klenby bočních lodí byli nahrazeny síťovými. Dóm dostal pětilodní dispozici a změny se dotkly i exteriéru na obvodových zdech a na štítech lodí. Odstraněna byla pozdněgotická kaplička sv. Josefa na severní straně Dómu.
Mezi jeho nejvýznamnější díla patří i rekonstrukce a dostavba bardějovského kostela sv. Jiljí v letech 1878–1899, kostela Nanebevzetí panny Marie ve Spišské Novej Vsi a opatského kostela v Jáku 1881.
Názorným příkladem jeho mnohotvárnosti je připojovací část a mýtný dům Markétina ostrova v Budapešti. Díky vynikajícímu návrhu veterinární univerzity dostal zakázku i na zhotovení projektu o mnoho větší školy – Technické univerzity krále Františka Josefa I. Svým talentem neplýtval na malá díla, obytných domů vytvořil pouze několik.

### Kostel svaté Alžběty v Budapešti
Za jeho nejkrásnější dílo je považován kostel svaté Alžběty v Budapešti. Stavba trvala šest let. Kostel byl dokončen v roce 1901. Projekt zvítězil ve veřejné soutěži, ve které uspěl se svým trojlodním novogotickým stylem. V kostele se nachází mnoho kapliček, dvě sakristie, vnitřní prostor vypínají úzké sloupy, které nesou tíhu křížových kleneb. Vnitřní prostor kostela je barevně vyladěn a kvůli stupňování barevných efektů jsou v místech okenních otvorů umístěny barevné skleněné malby.

### Vrchol tvorby – Parlament v Budapešti
Nejvýznamnějším dílem Steindla je sídlo parlamentu v Budapešti – Országház (v doslovném překladu Zemský nebo Státní dům). Stavba začala v roce 1885 a dokončena byla až roku 1904. Novogotická budova je volně inspirována Westminsterským palácem v Londýně a dosud svoji rozlohou zůstává největší budovou v Maďarsku.

## Galerie

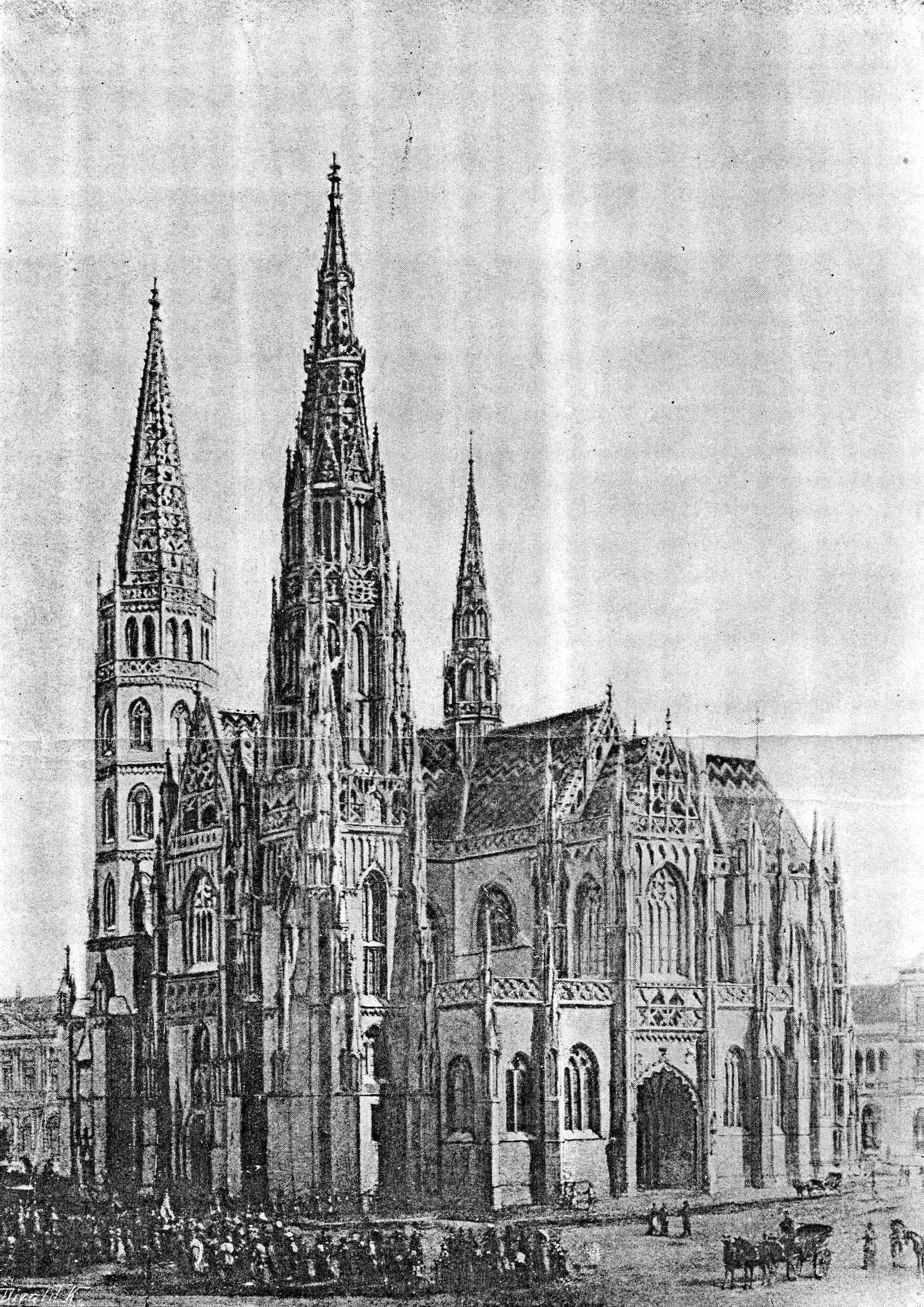
Nerealizovaný Steindlův návrh na dostavbu Dómu svaté Alžběty v Košicích
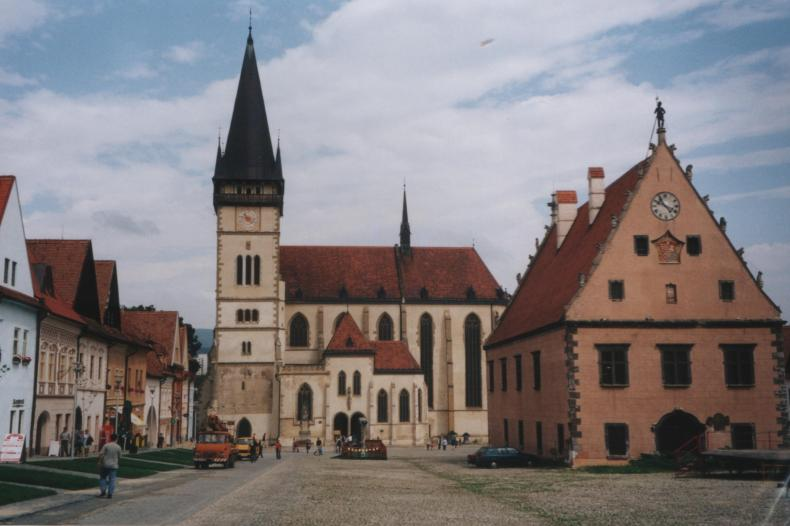
Bardějovský kostel sv. Jiljí dostal pod Steindlovým vedením současnou neogotickou podobu dostavbou věže a odstraněním renesančních přístaveb
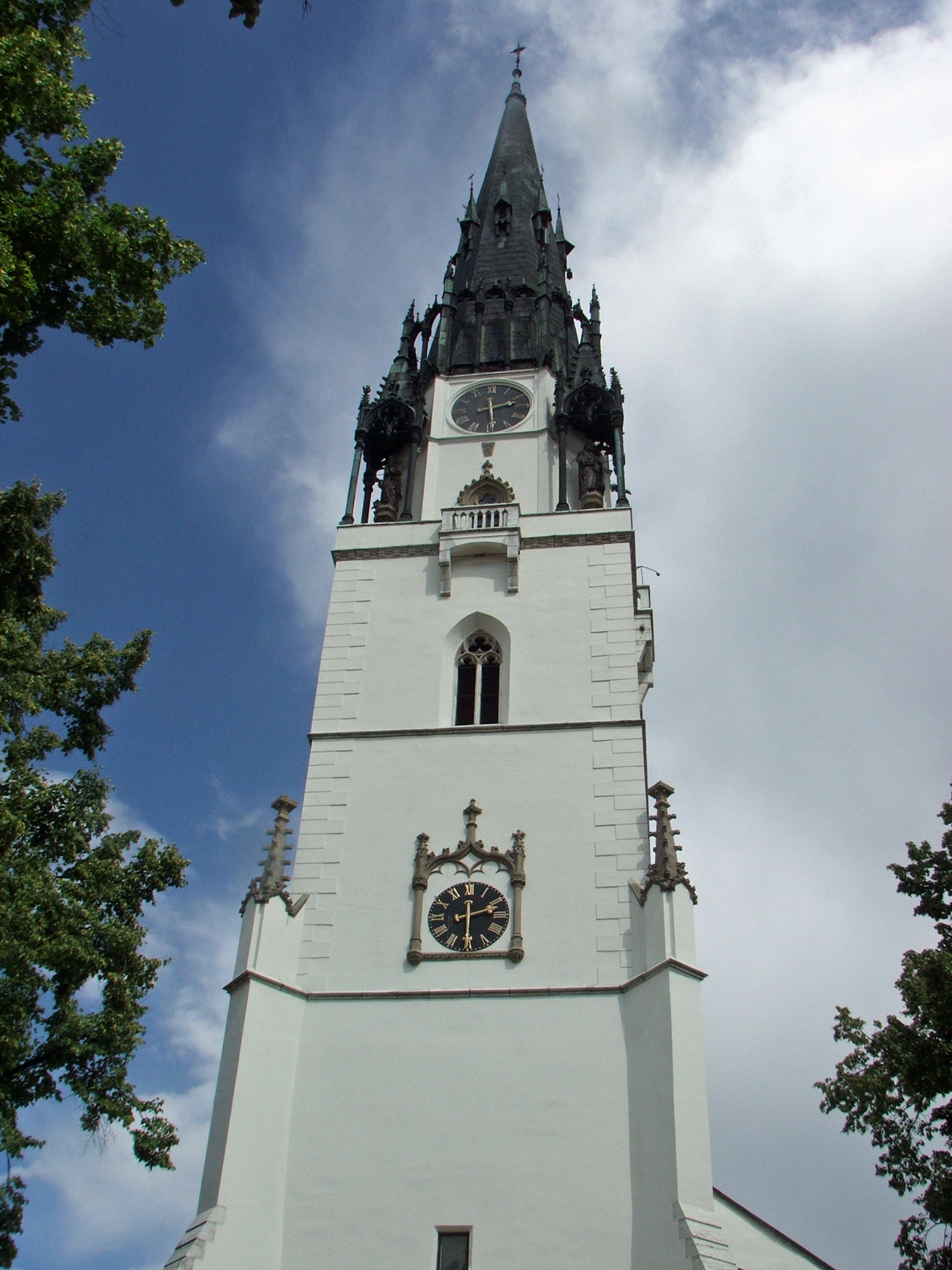
Spišskonovoveská kostelní věž dostavěná v roce 1893. Svojí výškou 83 metrů se jedná o nejvyšší kostelní věž na Slovensku
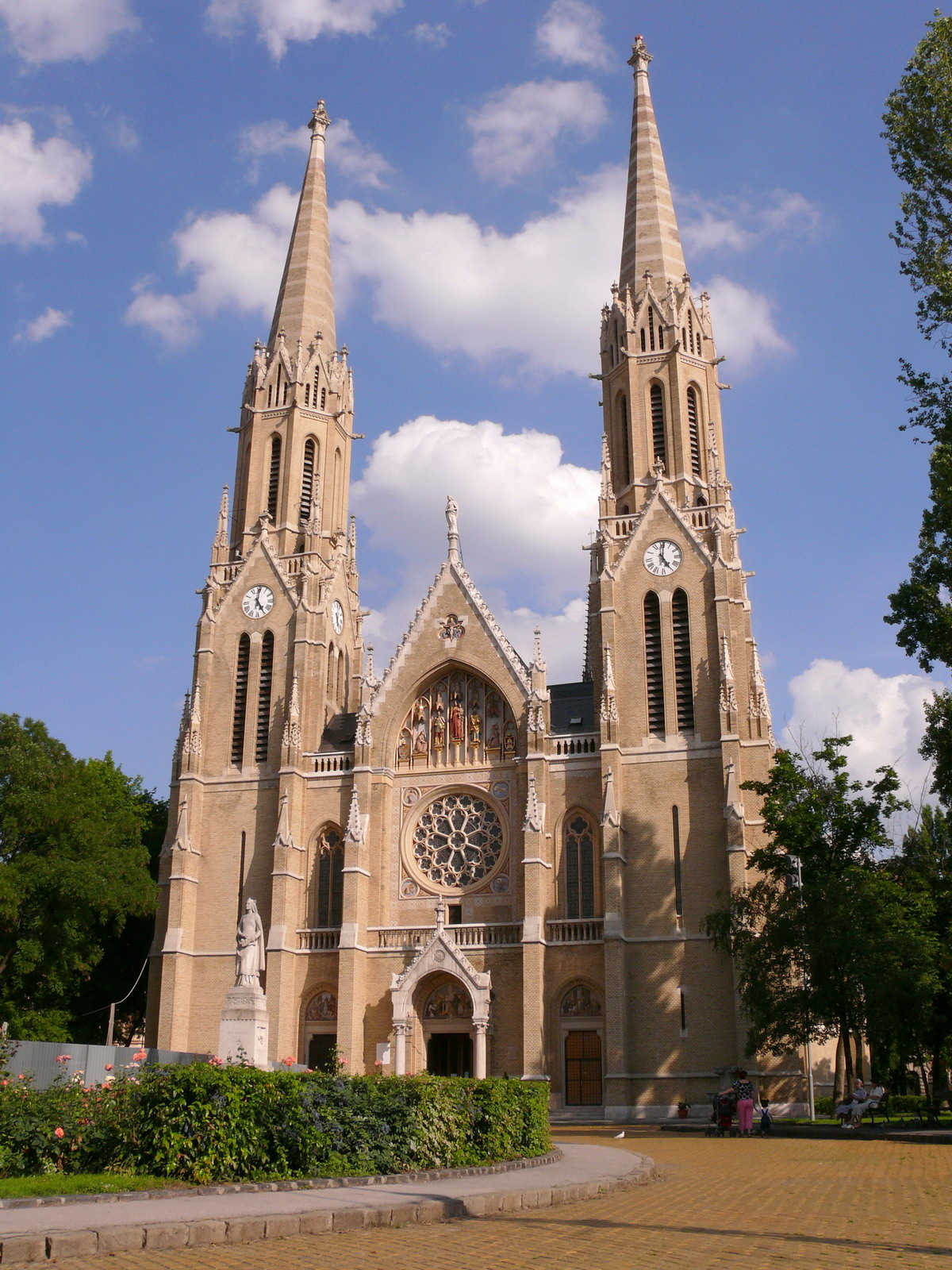
Kostel sv.Alžběty v Budapešti z let 1891–1903
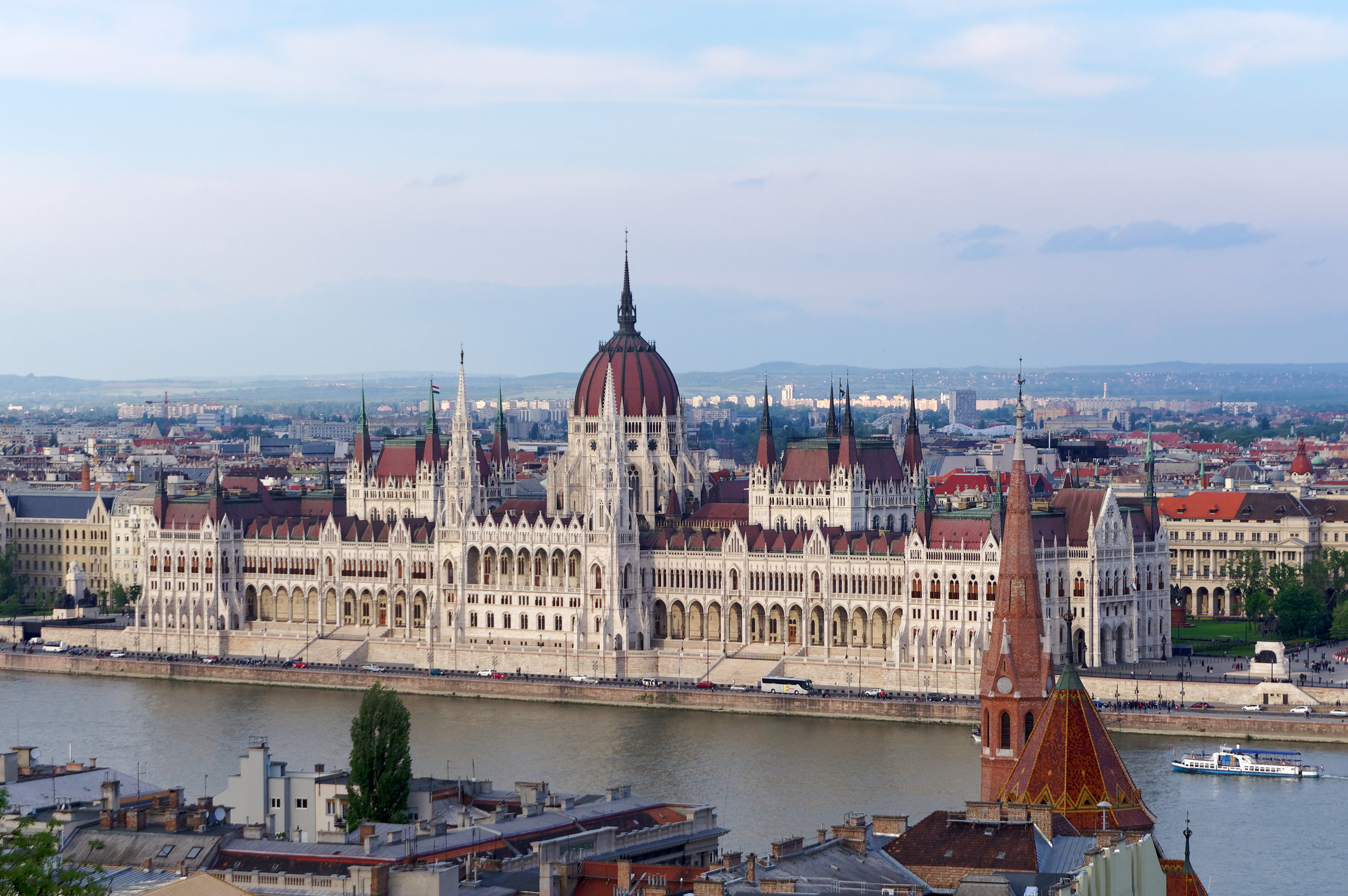
Neogotický maďarský parlament z let 1885–1902 je Steindlovým vrcholným dílem.

## Ocenění
Oceněním jeho usilovné, kvalitní a houževnaté práce se stalo jeho zvolení do řad národního památkového výboru v roce 1872. V roce 1873 mu na Vídeňském světovém veletrhu byla udělena medaile Medaille für Kunst a v roce 1878 na Pařížském světovém veletrhu medaile francouzské vlády Officier d’ Academie.
V roce 1891 byl zvolen členem Royal Institute of British Architects, v roce 1898 členem Uherské akademie věd. V roce 1900 obdržel nejvyšší vyznamenání Pro Litteris et Artibus od rakouského císaře a uherského krále Františka Josefa I.